# Bahía de Santander
La bahía de Santander está situada en Cantabria y es el mayor estuario de la costa norte de España, con una extensión de 22,42 km², una longitud de 9 km y una anchura de 5 km. Debido a la influencia de Santander y su área metropolitana, a su alrededor se concentra casi la mitad de la población de la comunidad, por lo que la presión antrópica sobre esta lámina de agua es elevada.
La entrada a la bahía está precedida por la ensenada de El Sardinero, donde se localiza la isla de Mouro. El acceso a su interior se realiza por un estrecho paso de mar situado entre la península de la Magdalena, en cuyas proximidades se sitúan el islote de la Torre y la isla de la Horadada, y el arenal de El Puntal, una larga barra longitudinal de playas y dunas que protege las tranquilas aguas internas de la bahía.
La morfología original de la bahía ha sufrido importantes cambios en los últimos siglos. Se estima que más del 50% de la extensión inicial de ésta ha sido rellenada, desecándose una importante superficie de marisma destinada a pastizales, la ampliación del puerto de Santander y la creación de áreas industriales, residenciales y de servicios. Desde hace unos años se han llevado a cabo acciones muy puntuales en aquellas zonas de alto valor ecológico susceptibles de ser recuperadas, integrándolas de nuevo en la dinámica mareal (marismas de Alday en Maliaño o las marismas blancas y negras en El Astillero).

## Puntos de interés e infraestructura
- Aeropuerto de Santander.
- Centro Botín.
- Jardines de Pereda.
- Paseo de Pereda.
- Museo Marítimo del Cantábrico.
- Palacio de Festivales de Cantabria.
- Palacio de la Magdalena.
- Puerto de Santander.
- Puertos deportivos.
  - Puertochico.
  - Marina del Cantábrico.
  - Marina de Pedreña.
- Astilleros de Santander (Astander).
- Industria: Ferroatlántica, Global Steel Wire, Dynasol.
- Centros comerciales.

## Ríos y rías
En el espacio interior de la bahía de Santander vierten las aguas varios cursos fluviales. Los más importantes tienen localizadas sus desembocaduras en el fondo sur, donde están situadas las rías de Solía, San Salvador, cuyas aguas se vacían en el centro de la bahía a través de la ría de Astillero. En su margen oeste desembocan las rías del Carmen y de Raos, mientras que en su margen sur este se emplaza la ría de Cubas, que es como se denomina a la desembocadura del río Miera. Antaño existió también la ría de Becedo.

## Geología
La bahía de Santander está formado por un diapiro generado durante la orogenia alpina del período Terciario. Sus materiales están compuestos por arcillas y sales (especialmente yesos) del Keuper que ascendieron aprovechando la existencia de fallas. Este movimiento generó un aumento de la fracturación y un importante arrastre de rocas de las capas superiores. La zona de debilidad generada por las arcillas del Keuper facilitó su erosión respecto a otras áreas de roca arenisca o calcárea, lo que supuso el avance del mar y la formación de la bahía.

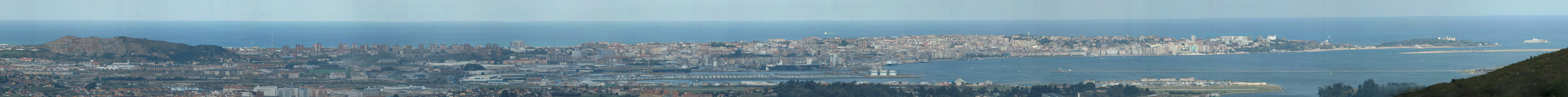
Vista de la bahía de Santander.

## Rellenado de la bahía
La bahía de Santander ha vivido un proceso progresivo de reducción de su lámina de agua, en cifras, ha perdido un 55% de superficie rellenada, un 58% de zona intermareal y un 40% de volumen de agua perdida respecto a los valores originales. Este hecho ha sido totalmente debido a la actividad humana en la zona, la más densamente poblada de toda la región.
El paulatino relleno de la bahía es un proceso complejo en el que se suman la presencia de antiguas balsas de decantación de las actividades mineras en la cuenca del río Miera, la expansión del puerto de Santander y las áreas industriales asociadas, la desecación para aumentar la presencia ganadera y la ocupación del perímetro de la bahía por infraestructuras de comunicación. Algunas de estas superficies rellenas son potencialmente recuperables, aunque para muchas de ellas el proceso es ya irreversible.

## Islas

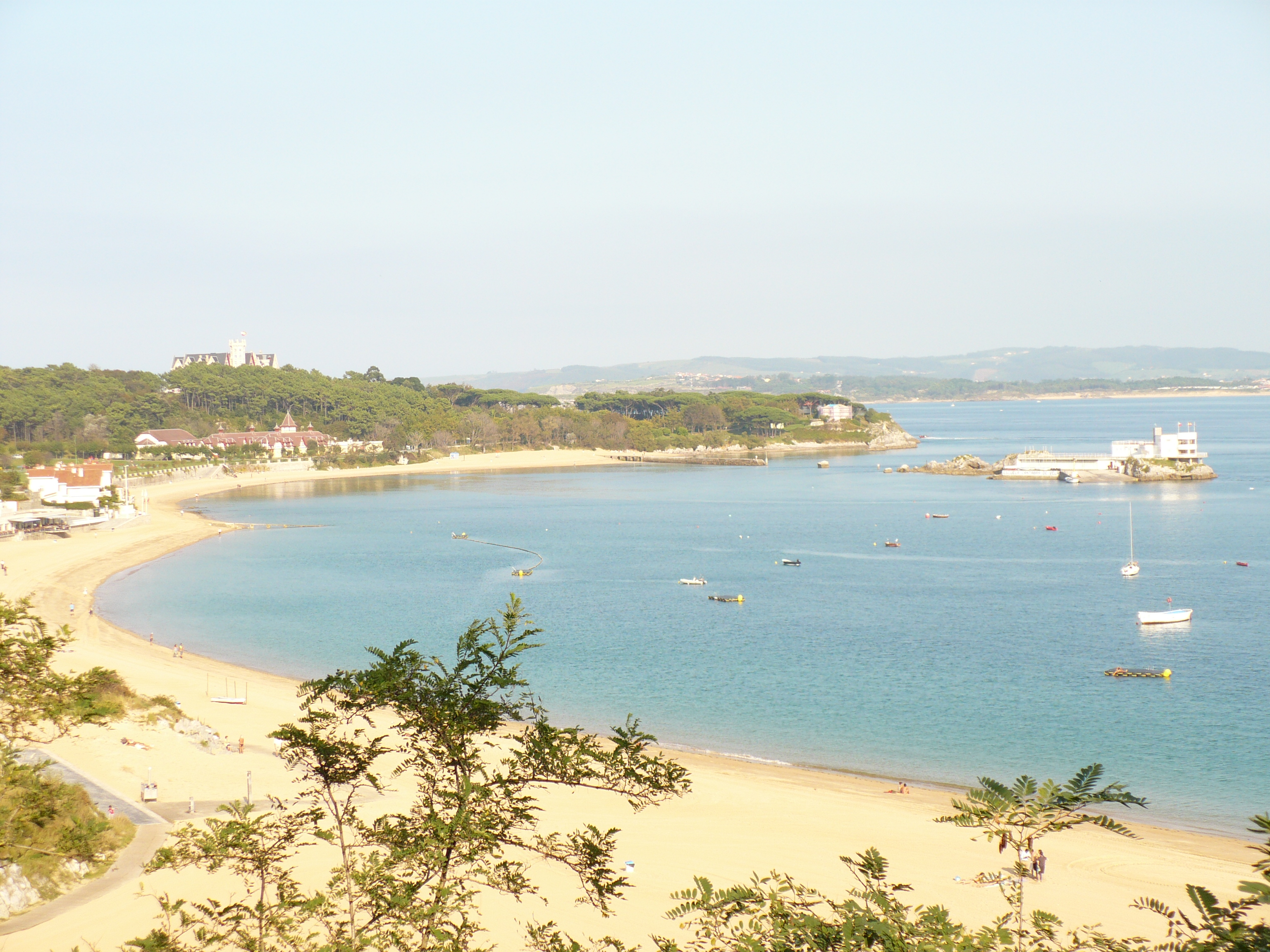
Vista parcial de la bahía con La Magdalena al fondo y la isla de la Torre.

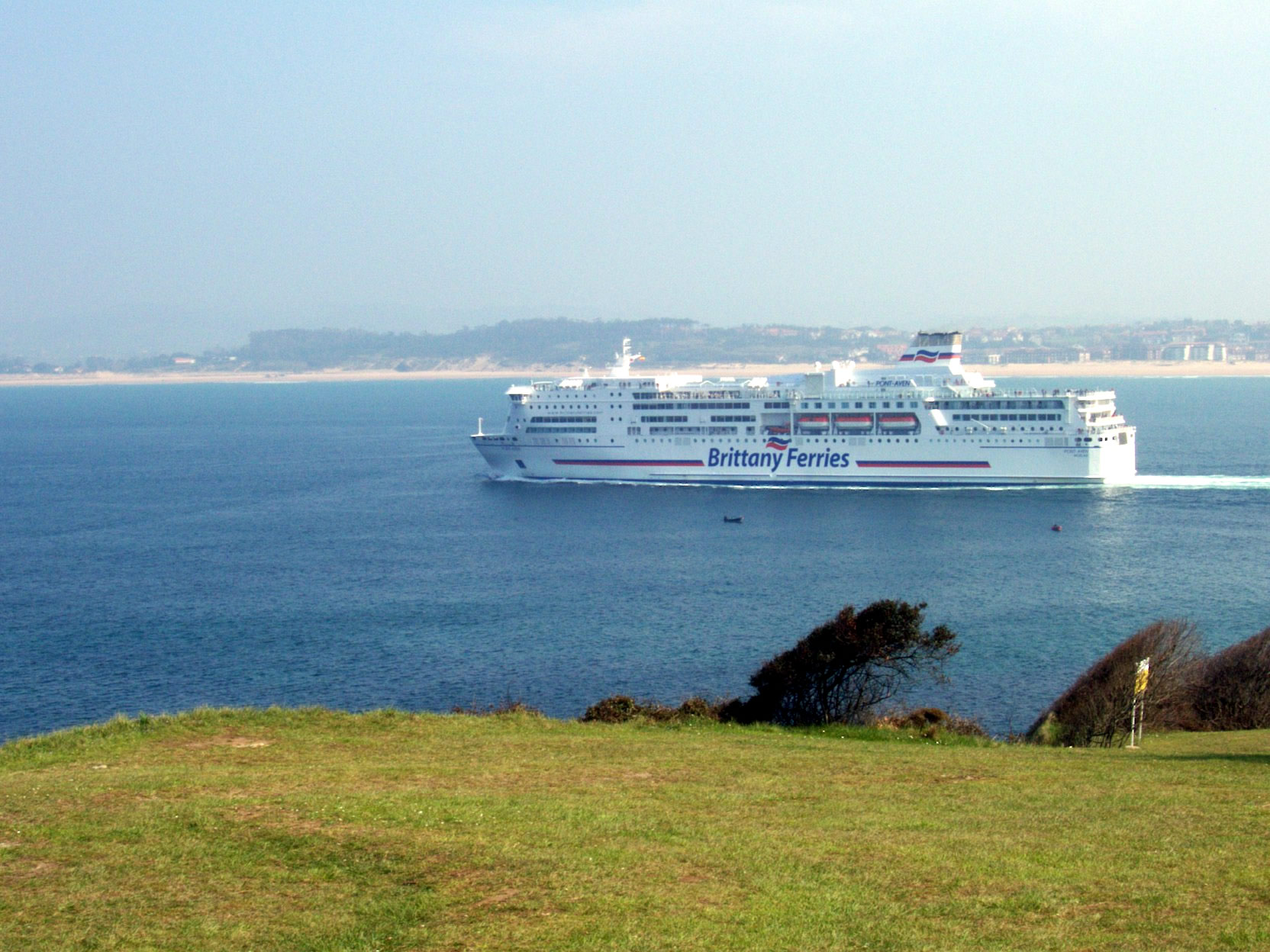
Ferry abandonando la bahía.

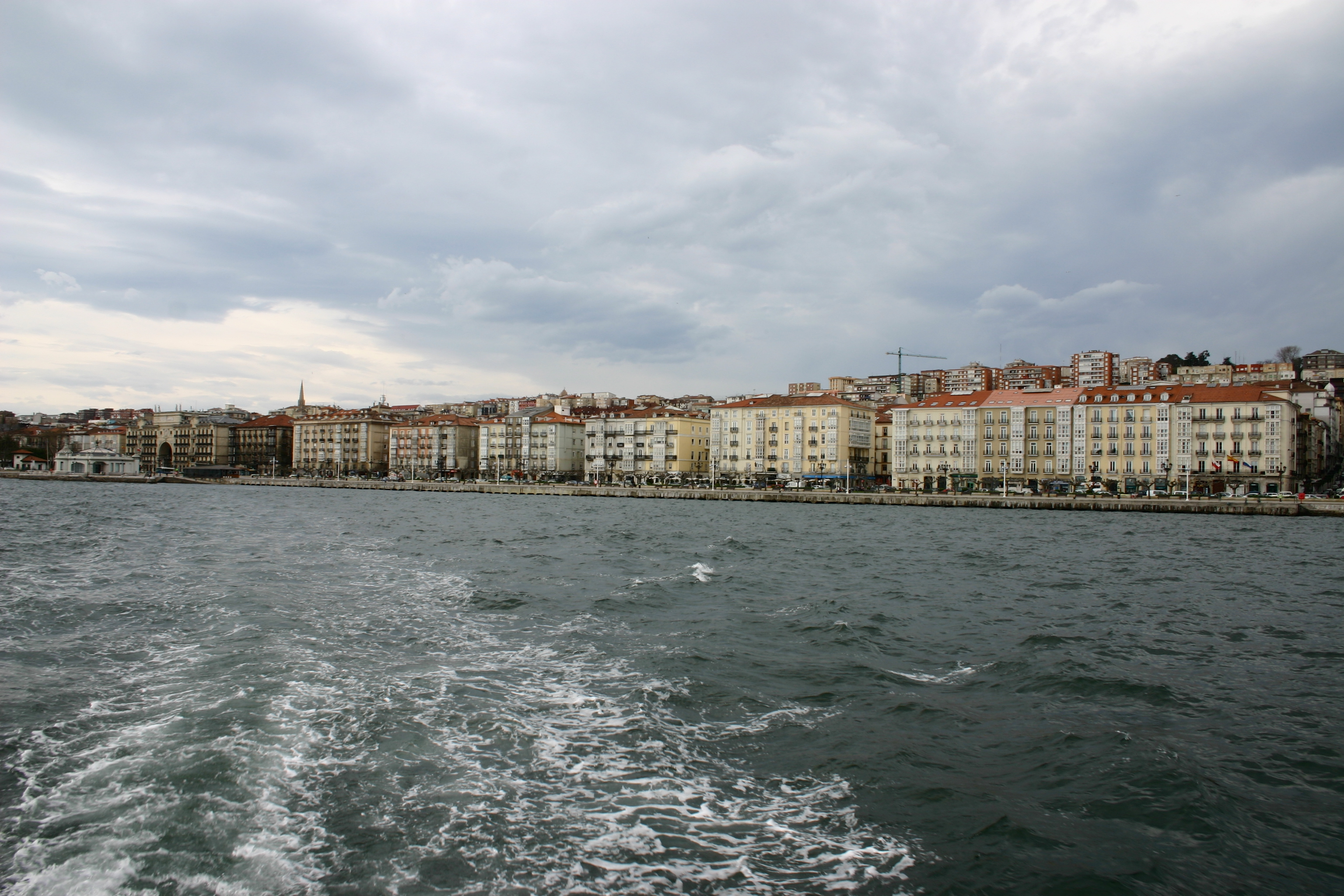
Santander desde la bahía.

- Isla de los Ratones
- Isla de Pedrosa
- Isla de la Torre
- Isla de la Horadada
- Isla de la Hierba
- Islas de San Juan
  - La Campanuca
  - Peña Rabiosa

## Cabos
- Punta de Elechas.

## Municipios

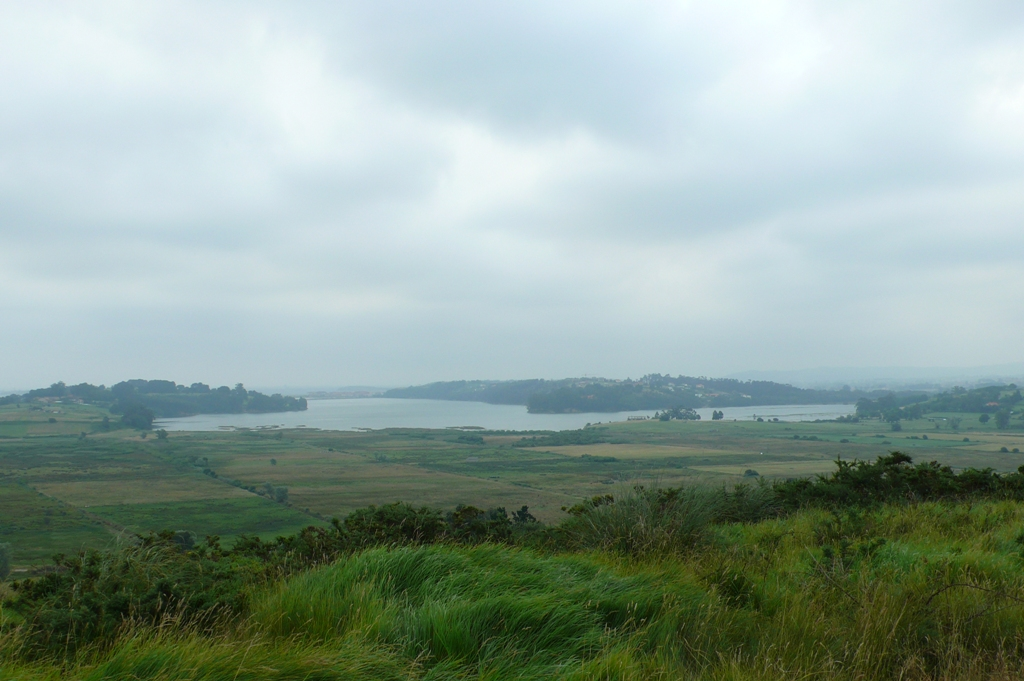
Ría de Cubas, desembocadura del río Miera.

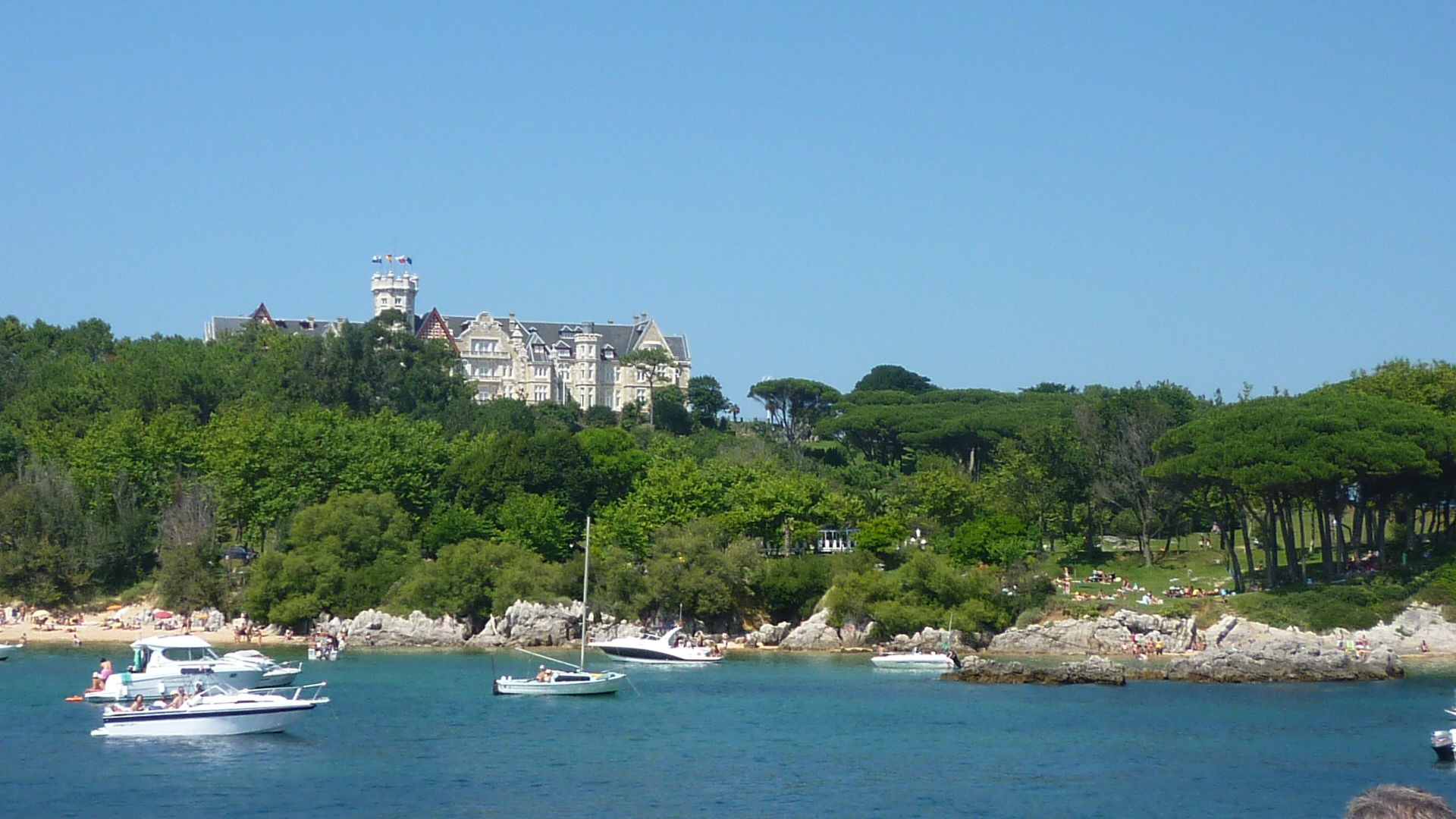
Península de la Magdalena desde la bahía.

- Santander.
- Camargo.
- El Astillero.
- Marina de Cudeyo.
- Ribamontán al Mar.
- Villaescusa.

## Playas
- Playa de los Bikinis.
- Playa de la Magdalena.
- Playa de los Peligros.
- Playa de la Punta de Parayas.
- El Rostro.
- Playa del Puntal.
- Playa de Somo.

## Flora y fauna[5]
- Aves
  - Gaviota común o patiamarilla (Larus cachinnans)
  - Gaviota reidora (Larus ridibundus)
  - Cormorán o corconera (Phalacrocorax aristotelis)
  - Pitorro o arao común (Uria aalge)
  - Charrán común (Sterna hirundo)
  - Charrán patinegro (Sterna sandvicensis)
  - Garceta común (Egretta garzetta)
  - Correlimos común (Calidris alpina)
  - Chorlitejo chico (Charadrius dubius)
  - Porrón común o pato (Aytypha ferina)
  - Ánade real o azulón (Anas platyrhynchos)
  - Focha común (Fulica atra)
- Peces
  - Aligote (Pagellus acarne)
  - Machote (Sparus pagrus)
  - Jargo común (Diplodus sargus)
  - Jargo raspallón (Diplodus annularis)
  - Bedao (Diplodus cervinus)
  - Mojarra (Diplodus vulgaris)
  - Dorada (Sparus aurata)
  - Cabra (Serranus cabrilla)
  - Agujón (Syngnathus typhle, Syngnathus acus y Nerophis lumbriciphormis)
  - Lubina (Dicentrarchus labrax)
  - Sula (Atherina presbyter)
  - Mule o corcón (Chelon labrosus, Mugil cephalus, Liza aurata, Liza ramada y Liza saliens)
  - Faneca (Trisopterus luscus)
  - Abadejo (Pollachius pollachius)
  - Porredana (Symphodus melops, Symphodus cinereus y Symphodus roissali)
  - Tabernero (Ctenolabrus rupestris)
  - Julia (Coris julis)
  - Salmonete (Mullus surmuletus)
  - Moma (Parablennius gattorugine, Parablennius rouxi y Parablennius sanguinolentus)
  - Chaparrudo negro (Gobius niger)
  - Chaparrudo de arena (Pormatoschistus minutus)
  - Escorpión (Trachinus draco)
  - Cabracho (Scorpaena porcus)
  - Lenguado (Solea solea, Pegusa lascaris y Pegusa impar)
  - Rodaballo (Psetta maxima)
- Equinodermos
  - Estrella de arena (Astropecten irregularis)
  - Estrella de mar (Marthasterias glacialis)
  - Erizo de mar (Paracentrotus lividus)
  - Ratón de arena (Echinocardium cordatum)
- Moluscos
  - Bruja (Hinia reticulata)
  - Caracola de arena (Scaphander lignarius)
  - Caracola de puntas (Aporrhais pespelicani)
  - Caracola de luna (Lunatia alderi)
  - Lapa (Patella vulgata)
  - Oreja de mar (Haliotis tuberculata)
  - Caracola (Charonia lampas)
  - Peonza (Calliostorna zizyphinum)
  - Ostra (Ostrea edulis)
  - Ostrón u ostión (Crassostrea angulata)
  - Liebre de mar (Aplysia punctata y Archidoris pseudoargus)
  - Muergo o navaja (Solen marginatus)
  - Morguera (Ensis ensis)
  - Mejillón o mocejón (Mytilus edulis)
  - Almeja fina o amayuela (Tapes decussatus)
  - Almeja babosa (Veneryous pullastra y Ruditapes pullastra)
  - Almeja de perro (Scrobicularia plana)
  - Chirla (Chamelea gallina)
  - Berberecho (Cerastoderma edule)
  - Verigüeto (Venus verrucosa)
  - Almejón (Macrocallista chione)
  - Chamaruca o coquina (Angulus tenuis)
  - Chamaruca o amayuela (Abra alba)
  - Cachón (Sepia officinalis)
  - Pulpo (Octopus vulgaris)
- Crustáceos
  - Cámbaro (Carcinus maenas)
  - Cámbaro mazurgano (Ceryphia verucosa)
  - Mulata o maragata (Pachygrapsus marmoratus)
  - Nécora (Macropipus puber)
  - Centollo (Maja squinado)
  - Esquila de roca (Palaemon serratus)
  - Esquila de arena (Crangon crangon)
  - Cangrejo ermitaño (Eupagurus prideauxi)
  - Cangrejo ermitaño de arena (Diogenes pugilator)
  - Cangrejillo o grillo de mar (Upogebia deltaura)
- Anélidos
  - Gusana fina o garrapata (Nereis diversicolor)
  - Gusana de tubo (Diopatra neapolitana)
  - Coco (Arenicola marina)
  - Gusana de flor (Myxicola infundibulum)
  - Espirógrafo o plumero (Sabella spallanzanii)
- Otros
  - Gusanón blanco (Sipunculus nudus)
  - Gusanón (Golfingia elongata)
  - Piña de mar (Phallusia mammillata)
  - Ascidia (Styela clava y Clona intestinalis)
  - Anémona de mar (Anemonia viridis)
  - Ceriantus (Cerianthus membranaceus)
  - Esponja (Sycon ciliatum, Cliona celata y Haliciona cinerea)
- Vegetación
  - Lechuga de mar (Ulva rigida)
  - Verdín (Enteromorpha sp)
  - Alga (Ascophyllum nodosum, Fucus vesiculosus, ...)
  - Hierba de mar (Zostera marina)
  - Borraza (Spartina maritima)
  - Cardo marítimo (Eringum maritimum)
  - Barrón (Ammophilla arenaria)
  - Zarzaparrilla de Alemania (Carex arenaria)

## El club de las bahías más bellas del mundo
Por iniciativa del Ayuntamiento de Santander, la bahía de Santander forma parte de la asociación internacional con sede en Francia de las bahías más bellas del mundo (Club de las bahías más bellas del mundo), una forma de hermanamiento entre «lugares de una belleza excepcional y de una dimensión universal» que busca proteger y desarrollar, según su web.